# René Cornilleau
René Cornilleau est un homme politique français né le 4 novembre 1744 au Mans (Sarthe) et décédé le 8 mai 1810 à Volnay (Sarthe).

## Biographie
Notaire, il est élu député suppléant du tiers état pour la sénéchaussée du Maine aux États-Généraux en 1789. Il est élu suppléant à la Convention et est admis à siéger le 3 germinal an III. Il entre au Conseil des Anciens le 4 brumaire an IV et y siège jusqu'en l'an V. Il devient alors accusateur public. Il est de nouveau député de la Sarthe de 1800 à 1803.

## Sources
- « René Cornilleau », dans Adolphe Robert et Gaston Cougny, Dictionnaire des parlementaires français, Edgar Bourloton, 1889-1891 [détail de l’édition]
- L.Lemay, Dictionnaire des Constituants 1789-1791, Paris, Universitas, 1991.